# Palaeomephitis
Palaeomephitis — вимерлий рід хижих ссавців з родини скунсових епохи міоцену в Європі. Це найдавніший відомий вид родини Mephitidae.